# MacOS
MacOS (vormgegeven als macOS) is een lijn van Unix-based besturingssystemen van Apple en wordt sinds 2002 meegeleverd op alle nieuwe Apple Macintosh-systemen. Het is de opvolger van Mac OS 9, het laatste "Classic" Mac OS dat Apple gebruikte sinds 1984. Het besturingssysteem heette aanvankelijk Mac OS X en werd in 2012 hernoemd naar OS X. In 2016 wijzigde de naam opnieuw van OS X naar macOS.
Voor Apples serversystemen werd OS X Server gemaakt. De basis van dit systeem is identiek aan de consumentenversie, maar het bevatte specifieke gereedschappen voor servers. Het mobiele besturingssysteem iOS is een aangepaste versie van macOS en wordt gebruikt voor de iPhone, iPad en iPod touch.

## Geschiedenis
Het Mac OS was aanvankelijk geprogrammeerd vanuit de gedachte dat men op een computer voornamelijk één programma tegelijk zou gebruiken. Het ondersteunen van gevorderde multitasking, oftewel de mogelijkheid om meerdere programma's onafhankelijk van elkaar te draaien op eenzelfde computer, bleek hierdoor erg moeilijk aan het systeem toe te voegen. De Macintosh-computers verloren veel aanhang door het ontbreken van deze mogelijkheid, die op vele andere systemen al gerealiseerd was.
Na verloop van tijd kwamen er nog meer verouderde elementen van het Macintosh-besturingssysteem aan het licht. Het werd steeds duidelijker dat het eenvoudiger zou zijn een compleet nieuw systeem te ontwerpen, dan alle problemen uit het bestaande systeem te verhelpen. In 1999 werd aanvankelijk, op beperkte schaal, alleen een server-versie uitgebracht. Deze versie is voorzien van hulpprogramma's voor werkgroepbeheer en vereenvoudigde toegang tot netwerkdiensten, zoals een mail-, een Samba- en een DNS-server. In maart 2001 werd ook een versie van Mac OS X voor consumenten uitgebracht zonder deze diensten. Het is grotendeels gebaseerd op NeXTStep, het besturingssysteem voor NeXT Computers, dat op zijn beurt gebaseerd is op een BSD-kern.
Het oude Mac OS kon echter nog wel gebruikt worden in een emulatie, Classic genaamd. Met ingang van de Intel-Macsystemen werd de Classic-omgeving verwijderd uit het besturingssysteem en werd een transparant PowerPC-emulatiesysteem toegevoegd, genaamd Rosetta. Dit liet oudere programma's die zijn geschreven voor de PowerPC-processor werken op een Mac met Intelprocessor, wat zorgde voor een simpelere overgang naar de nieuwe systemen. Vanaf OS X 10.7 ("Lion") wordt Rosetta niet meer meegeleverd.
Mac OS X bestaat uit twee delen: XNU (een microkernel-ontwerp gebaseerd op de Mach 3.0-microkernel en de 4.4-BSD-systemservice) en Aqua, een grafische gebruikersomgeving die door Apple is ontwikkeld.
Een variant van OS X, genaamd iOS, wordt door Apple gebruikt in zijn iPhone, iPad en iPod touch-producten. Omdat deze producten geen gebruik maken van Intel- of PowerPC-processor, betekent dit dat een aangepaste versie van OS X is ontwikkeld voor ARM-processors.

## Naam
Mac OS X is de opvolger van Mac OS 9. Het teken "X" in de naam verwijst naar het Romeinse cijfer tien. Sommige mensen lezen het teken echter als de letter 'x'. Dit wordt in de hand gewerkt doordat veel Unix-gerelateerde systemen een naam hebben die eindigt op een 'x'; bijvoorbeeld AIX, IRIX, Linux, Minix, Ultrix en Xenix. Daarnaast wordt de grafische Unix-interface het X Window System genoemd. Een andere reden is de tendens van Apple om naar specifieke versies te verwijzen met een decimaalnotatie, bijvoorbeeld met Mac OS X 10.4.
Voormalige versies van Mac OS X worden vernoemd naar grote katachtigen en werden sinds versie 10.2 (Jaguar) ook onder deze naam geadverteerd en verkocht. Zo wordt Mac OS X-versie 10.6 door Apple en Macgebruikers gewoonlijk Snow Leopard genoemd, en versie 10.7 Lion. Vanaf versie 10.8 is "Mac" uit de naam verdwenen, en gaat het besturingssysteem verder onder de naam "OS X". Vanaf OS X 10.9 gebruikt Apple voor de naamgeving locaties in Californië zoals Yosemite (Yosemite Valley) en Mojave (Mojavewoestijn).
Vanaf versie 10.12 is de naam gewijzigd van OS X naar macOS, om beter aan te sluiten bij iOS, tvOS en watchOS.

## Versies
| Besturingssysteem    | Codenaam      | Verschijningsdatum |
| -------------------- | ------------- | ------------------ |
| Mac OS X Public Beta | Kodiak        | 13 september 2000  |
| Mac OS X 10.0        | Cheetah       | 24 maart 2001      |
| Mac OS X 10.1        | Puma          | 21 september 2001  |
| Mac OS X 10.2        | Jaguar        | 24 augustus 2002   |
| Mac OS X 10.3        | Panther       | 24 oktober 2003    |
| Mac OS X 10.4        | Tiger         | 29 april 2005      |
| Mac OS X 10.5        | Leopard       | 26 oktober 2007    |
| Mac OS X 10.6        | Snow Leopard  | 28 augustus 2009   |
| OS X 10.7            | Lion          | 20 juli 2011       |
| OS X 10.8            | Mountain Lion | 25 juli 2012       |
| OS X 10.9            | Mavericks     | 22 oktober 2013    |
| OS X 10.10           | Yosemite      | 16 oktober 2014    |
| OS X 10.11           | El Capitan    | 30 september 2015  |
| macOS 10.12          | Sierra        | 20 september 2016  |
| macOS 10.13          | High Sierra   | 25 september 2017  |
| macOS 10.14          | Mojave        | 24 september 2018  |
| macOS 10.15          | Catalina      | 7 oktober 2019     |
| macOS 11             | Big Sur       | 12 november 2020   |
| macOS 12             | Monterey      | 25 oktober 2021    |
| macOS 13             | Ventura       | 24 oktober 2022    |
| macOS 14             | Sonoma        | 26 september 2023  |
| macOS 15             | Sequoia       | 16 september 2024  |

### Public Beta Kodiak
Op 13 september 2000 lanceerde Apple een bètaversie van Mac OS X (intern Kodiak genaamd) om feedback van het publiek te krijgen.
De publieke bèta markeerde de eerste publieke beschikbaarheid van de Aqua-interface en Apple heeft intussen al enorm veel veranderingen aangebracht op basis van de feedback van de klanten. De publieke beta werd stopgezet toen Mac OS X 10.0 Cheetah lanceerde.

### Mac OS X 10.0 Cheetah
In maart 2001 lanceerde Apple de eerste versie van Mac OS X, genaamd Cheetah. De initiële versie was traag, onvolledig en had enorm weinig applicaties ten tijde van de lancering. Terwijl vele critici suggereerden dat het besturingssysteem nog niet klaar was voor gebruik door het grote publiek, herkenden ze het belang van de lancering als een basis om te verbeteren. De Macintosh-community zag de lancering al als een enorme vervulling, omdat pogingen om het Macintosh-besturingssysteem compleet te hernieuwen al sinds 1996 bezig waren en vertraagd werden door eindeloze problemen.

### Mac OS X 10.1 Puma
Later dat jaar, in september 2001, werd de versie 10.1 van Mac OS X gelanceerd. De release werd gekenmerkt door verhoogde prestaties en bijkomende applicaties, zoals de mogelijkheid om dvd's af te spelen. Apple lanceerde de 10.1 als een gratis upgrade-cd voor 10.0 gebruikers en als een betaalde versie voor gebruikers van Mac OS 9. Het werd al snel ontdekt dat de upgrade cd's ook als volledige installatie cd's konden gebruikt worden door een bepaald bestand aan te passen. De upgrade cd werd later opnieuw uitgegeven in een verminderde versie die ervoor zorgde dat de installatie op Mac OS 9 niet meer mogelijk was. Op 7 januari 2002 kondigde Apple aan dat Mac OS X op het einde van die maand het standaard besturingssysteem zou worden voor alle Apple computers.

### Mac OS X 10.2 Jaguar
Op 24 augustus 2002 werd OS X-versie 10.2, oftewel Jaguar, gelanceerd. Het was de eerste versie die een "family pack" introduceerde. Met dit family pack mocht een gebruiker Mac OS X op maximaal 5 verschillende computers installeren.

### Mac OS X 10.3 Panther
Op 24 oktober 2003 werd OS X-versie 10.3, oftewel Panther, gelanceerd, die in vergelijking met de vorige versie 150 nieuwe technologieën en programma's bevatte.

### Mac OS X 10.4 Tiger
In april 2005 werd OS X-versie 10.4, oftewel Tiger, gelanceerd. Deze versie bevatte onder andere vernieuwingen op het gebied van zoeken met het programma Spotlight en vergemakkelijkte regelmatig terugkerende handelingen met Automator. Daarnaast kon de gebruiker met Dashboard een aantal widgets op het scherm weergeven, waarmee in één oogopslag het weer, wereldtijden, beurskoersen en vluchtinformatie te zien zijn. Verder is sinds versie 10.3 Exposé opgenomen, een hulpmiddel waarmee men met een druk één toets - vroeger F9, bij nieuwe Macs F3 - alle geopende vensters gelijktijdig verkleind ziet, op F10 alle geopende vensters in het huidige programma in het klein ziet en met F11 het bureaublad ziet.

### Mac OS X 10.5 Leopard
26 oktober 2007 verscheen Mac OS X 'Leopard' 10.5 als opvolger van 'Tiger'. Naast toegevoegde functies als Time Machine, voor het maken van back-ups, Snelle weergave en Cover Flow voor het sneller weergeven van bestandsinformatie is Boot Camp hierbij een van de standaardvoorzieningen. Dit laatste programma maakt het mogelijk om op Macs met Intel-processoren naast Mac OS X ook Microsofts Windows te installeren (doorgaans voor het draaien van computergames of programma's die voor OS X niet verkrijgbaar zijn). Via alternatieve 'virtualisatie'-pakketten als VMware en Parallels is het ook mogelijk om veel Windows-programma's rechtstreeks binnen OS X te laten werken, zonder te hoeven herstarten in Windows via Boot Camp.

### Mac OS X 10.6 Snow Leopard
Op 28 augustus 2009 kwam Mac OS X Snow Leopard (10.6) op de markt. Dit systeem was erop gericht bestaande functies te verbeteren in plaats van meer functies toe te voegen. De grootste troeven van dit systeem zijn dat het minder plaats inneemt dan Leopard - 7 GB volgens Apple, een verbeterde interface voor Exposé, sneller back-ups maken, sneller uitzetten en sneller ontwaken uit sluimerstand. Een groot deel van de bespaarde ruimte is te danken aan het "opruimen" van het systeem. Zo werden de ondersteuning voor PowerPC-processoren en AppleTalk geschrapt, en zijn de ontwerpbestanden verwijderd die in Leopard ten onrechte in de programmabestanden zaten bijgesloten. De systeemprocessen en vrijwel alle meegeleverde applicaties bij Snow Leopard zijn omgezet naar 64 bit en de Finder is geheel opnieuw geprogrammeerd in de programmeertaal Cocoa.

### Mac OS X 10.7 Lion

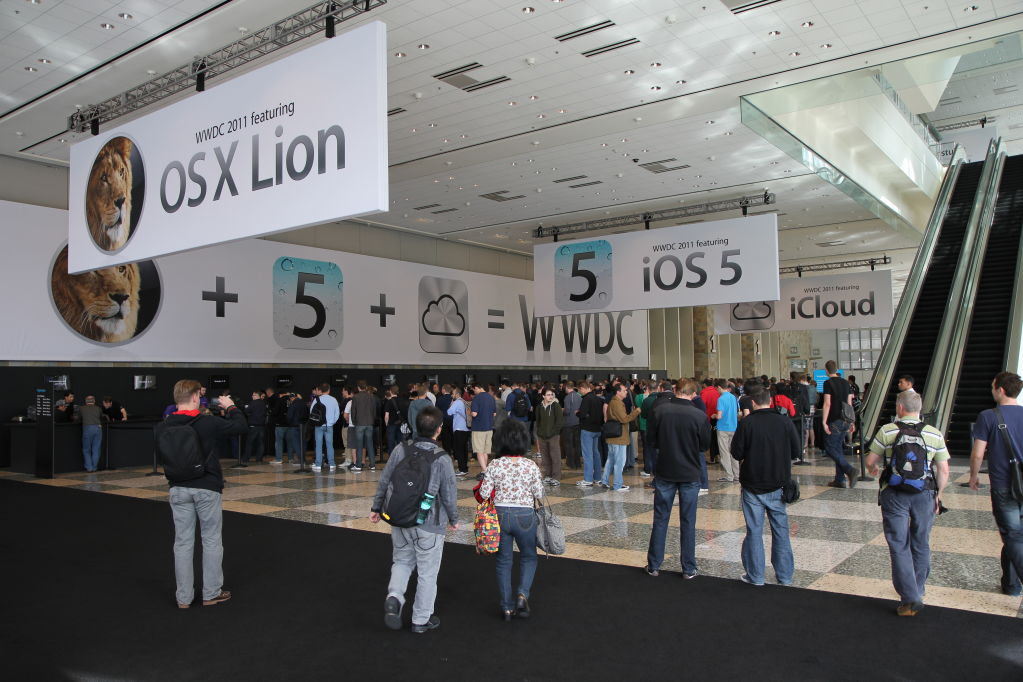
Mac OS X 10.7 Lion werd aangekondigd op het WWDC in 2011

Mac OS X 10.7, genaamd Lion, werd in oktober 2010 door Steve Jobs aangekondigd tijdens het mediaspektakel 'Back to the Mac'. Deze nieuwe versie van Mac OS X is op 20 juli 2011 op de markt gebracht. Lion bevat meer dan 250 nieuwe toevoegingen. Veel wijzigingen en toevoegingen zijn gebaseerd op de werking van iOS.
Belangrijke UI-wijzigingen en toevoegingen zijn: Launchpad (startscherm voor alle applicaties, zoals het home-scherm op iOS-apparaten), automatisch verborgen schuifbalken, ondersteuning van multiple full-screenapps, Mission Control (overzichtelijke samenvoeging van Exposé, Spaces, Dashboard en full-screenapplicaties) en uitgebreide ondersteuning voor 'gestures' (touchpad-gebaren).
Verder zullen het systeem en de programma's altijd starten in de staat waarin ze eerder afgesloten zijn. Ook is het standaard niet nodig om documenten of projecten op te slaan; dit wordt zonder tussenkomst van de gebruiker afgehandeld door OS X. Met Versions is het eenvoudig mogelijk om de huidige versie van een document te vergelijken met oudere, automatisch opgeslagen, versies. Deze weergave is vergelijkbaar met Time Machine en is met name geschikt om oude gedeelten van het document te kopiëren naar de huidige versie.
In Mac OS X 10.7 Lion is de ondersteuning voor Rosetta stopgezet; de PowerPc-apps zijn in Lion niet meer bruikbaar. Ook is de applicatie Front Row niet meer beschikbaar.
Ook bevat Mac OS X 10.7 Lion een nieuwe versie van het standaard mailprogramma Mail. De belangrijkste wijzigingen hierin zijn: een nieuwe intelligente zoekfunctie, een lijstweergave van alle mailtjes met inleiding zoals ook in iOS het geval is en een nette weergave van conversaties (meerdere replies/thread).
Mac OS X 10.7 Lion is 3,74 GB groot en was tot augustus 2011 enkel beschikbaar via de Mac App Store. Later werd het ook mogelijk om een USB-stick met Mac OS X Lion te bestellen.
Met de release van Mac OS X 10.7.2 kwam er tevens ondersteuning voor iCloud, Apples dienst voor cloudcomputing, waarin documenten, contacten kunnen worden gesynchroniseerd en iOS-apparaten via gps kunnen worden gelokaliseerd.

### OS X 10.8 Mountain Lion
OS X 10.8, genaamd Mountain Lion, werd op 16 februari 2012 aangekondigd via de website van Apple en is sinds 25 juli 2012 te downloaden via de Mac App Store. Het besturingssysteem bevat vooral veel nieuwe functies die hun oorsprong vinden in iOS, Apples besturingssysteem voor mobiele apparaten. OS X wordt vanaf deze versie zonder het voorvoegsel 'Mac' genoemd.

### OS X 10.9 Mavericks
OS X 10.9 genaamd Mavericks, werd op 10 juni 2013 aangekondigd via de website van Apple. Apple stopt met namen van katachtige dieren en belooft om de eerstvolgende tien jaar gebruik te maken van namen die naar de roots van Apple verwijzen: California. Er zijn zo'n 200 nieuwe functies. Mavericks is sinds 22 oktober 2013 gratis te downloaden via de Mac App Store.

### OS X 10.10 Yosemite
OS X 10.10, genaamd Yosemite, is de opvolger van OS X Mavericks. De naam, alsook de vernieuwde grafische gebruikersinterface, werd op de jaarlijkse WWDC van juni 2014 onthuld. Yosemite is sinds 17 oktober 2014 gratis te downloaden via de Mac App Store.

### OS X 10.11 El Capitan
OS X 10.11, genaamd El Capitan, is de opvolger van OS X Yosemite. Bij deze nieuwe versie van OS X ligt de focus vooral op prestatieverbetering en gebruiksvriendelijkheid. El Capitan werd op 8 juni 2015 voorgesteld tijdens het jaarlijkse WWDC en is sinds 30 september 2015 gratis te downloaden via de Mac App Store.

### macOS 10.12 Sierra
MacOS 10.12, genaamd Sierra, is de opvolger van OS X El Capitan. Het besturingssysteem krijgt een nieuwe naam om beter in lijn te liggen met iOS, tvOS en watchOS. Tevens heeft Apple met deze update Siri naar de Mac gebracht.

### macOS 10.13 High Sierra
MacOS 10.13, genaamd High Sierra, is de opvolger van macOS Sierra. Een van de grootste veranderingen van High Sierra is de overschakeling van het bestandssysteem HFS+ naar APFS. Daarnaast biedt deze update ondersteuning voor VR-gameontwikkeling, externe GPU's (Metal 2) en HEVC-videocodering. Ook zijn er veranderingen aangebracht aan Safari, Foto's en Mail. Safari heeft een nieuwe "Intelligent Tracking Prevention"-modus, om trackers tegen te houden (bedrijven die de gebruiker volgen). Foto's heeft nieuwe bewerkingshulpmiddelen en een bijgewerkte zijbalk. Mail is sneller en neemt tot wel 35% minder opslag in gebruik.

### macOS 10.14 Mojave
MacOS 10.14, genaamd Mojave, is de opvolger van macOS High Sierra. Het werd gedemonstreerd tijdens de WWDC 2018 op 4 juni 2018, en kwam beschikbaar op 24 september 2018. In deze versie werd een donkere modus geïntroduceerd. Ook verschenen Aandelen, Dictafoon en Woning voor de Mac.

### macOS 10.15 Catalina
MacOS 10.15, genaamd Catalina, is de opvolger van macOS Mojave. Het werd gedemonstreerd tijdens de WWDC 2019 op 3 juni 2019, en kwam beschikbaar op 7 oktober 2019. Nieuw in deze versie is de exclusieve ondersteuning voor 64 bit-applicaties waardoor oudere 32 bit-software niet meer zal werken. Ook is iTunes opgedeeld in aparte toepassingen voor muziek, podcasts en tv-apps, en kan met Sidecar een iPad als extern beeldscherm worden gebruikt.

### macOS 11 Big Sur
MacOS 11, genaamd Big Sur, is de opvolger van macOS Catalina. Het werd gedemonstreerd tijdens de WWDC 2020 op 22 juni 2020, en kwam beschikbaar op 12 november 2020. De grootste veranderingen aan het besturingssysteem is het vernieuwde grafische uiterlijk (lichter en ronde vormen), interactieve meldingen en widgets in het berichtgeving-venster. Ook biedt MacOS Big Sur ondersteuning voor processors van Apple, zoals de M1.

### macOS 12 Monterey
MacOS 12, genaamd Monterey, is de opvolger van macOS Big Sur. Het werd gedemonstreerd tijdens de WWDC 2021 op 7 juni 2021, en kwam beschikbaar op 25 oktober 2021. In deze versie verscheen Opdrachten voor geautomatiseerde taken, Universal Control voor het besturen van een iPad, een nieuw ontwerp van de Safari-browser, en verbeteringen aan FaceTime.

### macOS 13 Ventura
MacOS 13, genaamd Ventura, is de opvolger van macOS Monterey. Het werd gedemonstreerd tijdens de WWDC 2022 op 6 juni 2022, en werd uitgebracht op 24 oktober 2022. Ventura introduceerde Stage Manager, een functie voor het samenvoegen van meerdere apps en vensters aan de zijkant van het scherm, en Continuïteitscamera, waarbij een iPhone als webcam te gebruiken is.

### macOS 14 Sonoma
MacOS 14, genaamd Sonoma, is de opvolger van macOS Ventura. Het kwam beschikbaar als gratis download op 26 september 2023. Nieuw zijn Widgets, die op het bureaublad geplaatst kunnen worden, bijvoorbeeld voor het tonen van het weer of de agenda. Ook is er een gamemodus met betere ondersteuning voor het gamen op een Mac. Ten slotte zijn er video-achtergronden beschikbaar als schermbeveiliging, die naadloos overgaan in een afbeelding op het bureaublad.

### macOS 15 Sequoia
MacOS 15, genaamd Sequoia, is de opvolger van macOS Sonoma en verscheen op 16 september 2024. Het brengt een aanzienlijk aantal verbeteringen en vernieuwingen met zich mee. De grootste is Apple Intelligence (AI). Andere nieuwe functies zijn het bedienen van een iPhone vanaf een Mac, verbeteringen in webbrowser Safari, transcripties binnen Notities, een losse Wachtwoorden-app, en het rangschikken van vensters en programma's op het bureaublad.